# Antiga Casa de la Vila (la Pobla de Claramunt)
L'Antiga Casa de la Vila és una obra de la Pobla de Claramunt (Anoia) protegida com a bé cultural d'interès local.

## Descripció
L'edifici és de planta rectangular i té planta baixa i dos pisos. La façana principal s'obre a la plaça de la Vila i la posterior al carrer Major. Manté l'alineació antiga de la plaça i sobresurt respecte a les edificacions contigües. El porxo és l'element definidor d'aquest edifici i el que perpetua el tipus arquitectònic de tradició medieval. Està format per dos arcs de mig punt i un arc escarser a la banda de la plaça, i per un arc escarser a la banda del carrer Major. Són arcs fets amb dovelles de pedra tosca, que també és present en els pilars i el sòcol de la façana lateral. La resta de les façanes són estucades, de color siena. Al primer pis hi ha finestres i al segons balconeres amb baranes de ferro la coberta és a dues vessants, de teula àrab, amb un ràfec en voladís sobre la façana principal.

## Història
Hi ha dades històriques des del segle xvi. Es van dur a terme reformes importants el 1830 i el 1917. des d'un començament, l'edifici va hostatjar la casa de la Vila i l'hospital de pobres i malalts, amb residència per a l'hospitaler. Actualment acull la biblioteca municipal, l'arxiu fotogràfic i altres serveis. Es tracta d'una de les edificacions que conserven, sense gaires reformes, la tipologia arquitectònica que devia tenir antigament la plaça, amb un element porticada la planta baixa. Hi ha pocs edifiquis de l'entorn que conservin vestigis d'elements arquitectònics i decoratius originals, tot i que s'han fet restauracions. Es tracta d'un edifici que conserva uns trets propis d'època medieval i que a més a més forma part de l'antic nucli de la població.